# Frindsbury Extra
Frindsbury Extra är en civil parish i grevskapet Kent i sydöstra England. Den ligger i enhetskommunen Medway och utgörs av orten Wainscott samt byarna Lower Upnor och Upper Upnor. Civil parishen hade 7 821 invånare vid folkräkningen år 2021.